# Jip Golsteijnbrug
De Jip Golsteijnbrug (brug 968) is een ophaalbrug in Amsterdam-Noord.
Plannen voor de brug dateren van 2011. De aanleg werd vertraagd doordat kabels en leidingen in de weg lagen. Verder gooide matige vorst roet in het eten. Zo moest het schip vanuit Friesland, die de aldaar gemaakte val van 20 bij 8 meter transporteerde voorafgegaan worden door een ijsbreker. Ze werd aangelegd als assistente van brug 491 (Meeuwenpleinbrug) in de Johan van Hasseltweg, alwaar geen voetgangers en fietsers meer over mochten. Zij moesten omlopen of omrijden om van de Buiksloterdijk naar de Adelaarsweg te komen over het Noord-Hollandsch Kanaal. De brug kreeg de bijnaam Brug zonder naam of Brug met de N en in juli 2013 werd de brug geopend. Die "N" zou voor Noord staan en komt diverse keren terug in bijvoorbeeld een sluitsteen.
Een officiële naam kreeg de brug pas in september 2017, toen de gemeenteraad op voorspraak van een van de Amsterdammers (zij konden naamloze bruggen nomineren voor een naam) de brug omdoopte tot Jip Golsteijnbrug naar popjournalist Jip Golsteijn (1945-2002).
De bruggenserie 900-999 hoort toe aan de jaren zeventig van de 20e eeuw. Toen waren er plannen een brug 968 te bouwen in de IJdoornlaan, maar dat ging uiteindelijk niet door.

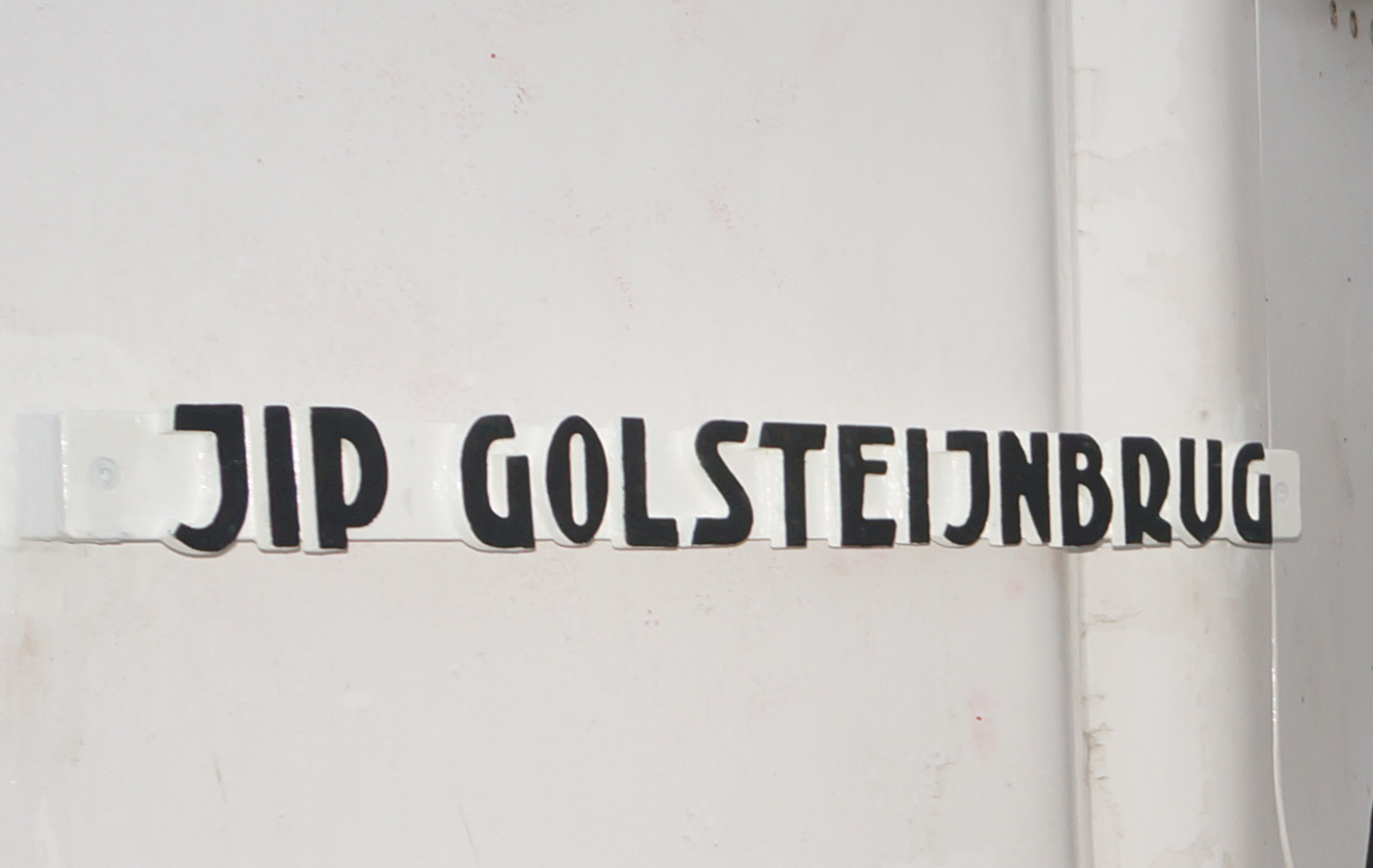
Naamplaat
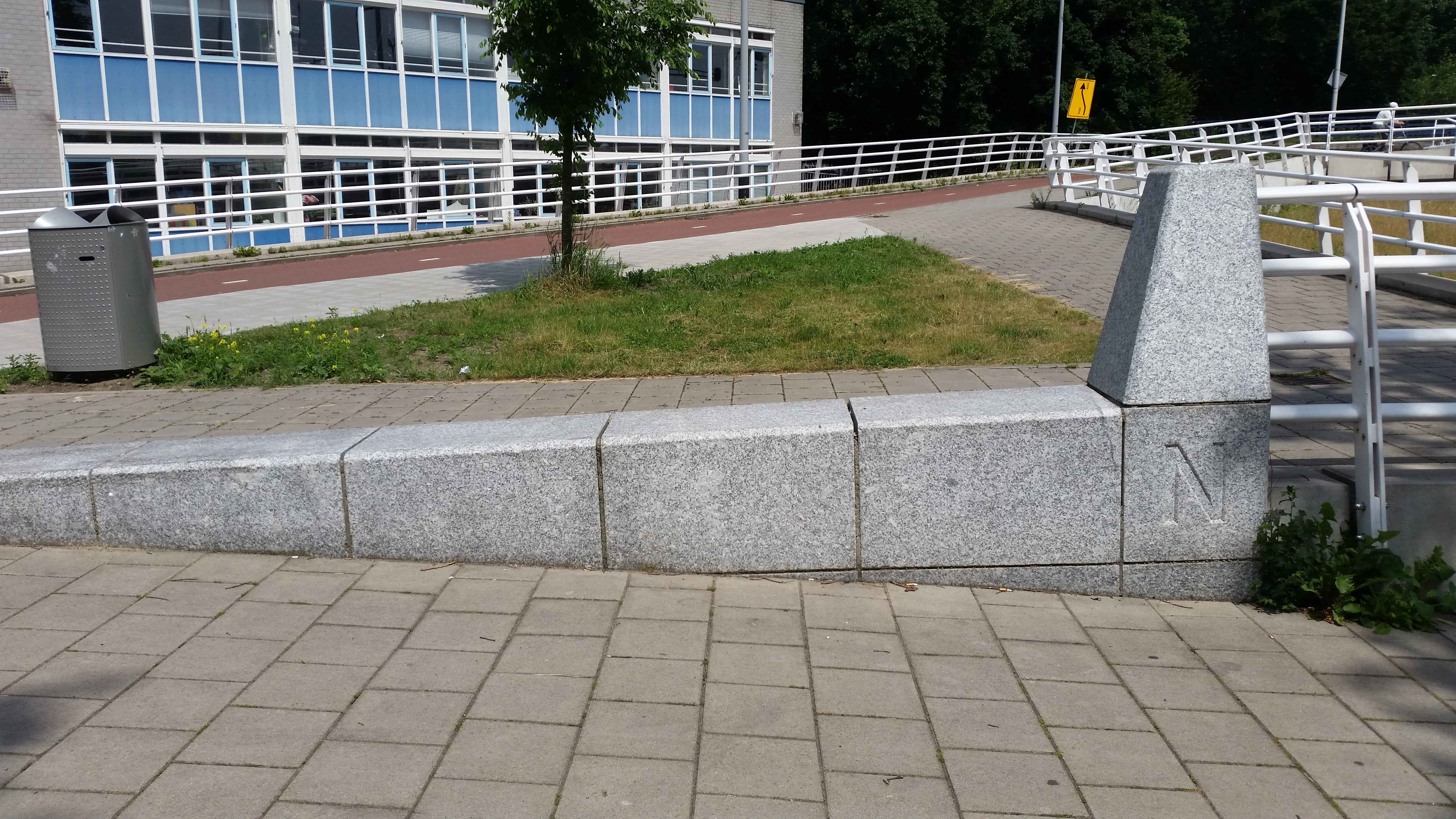
Sluitsteen met "N" (rechtsonder)
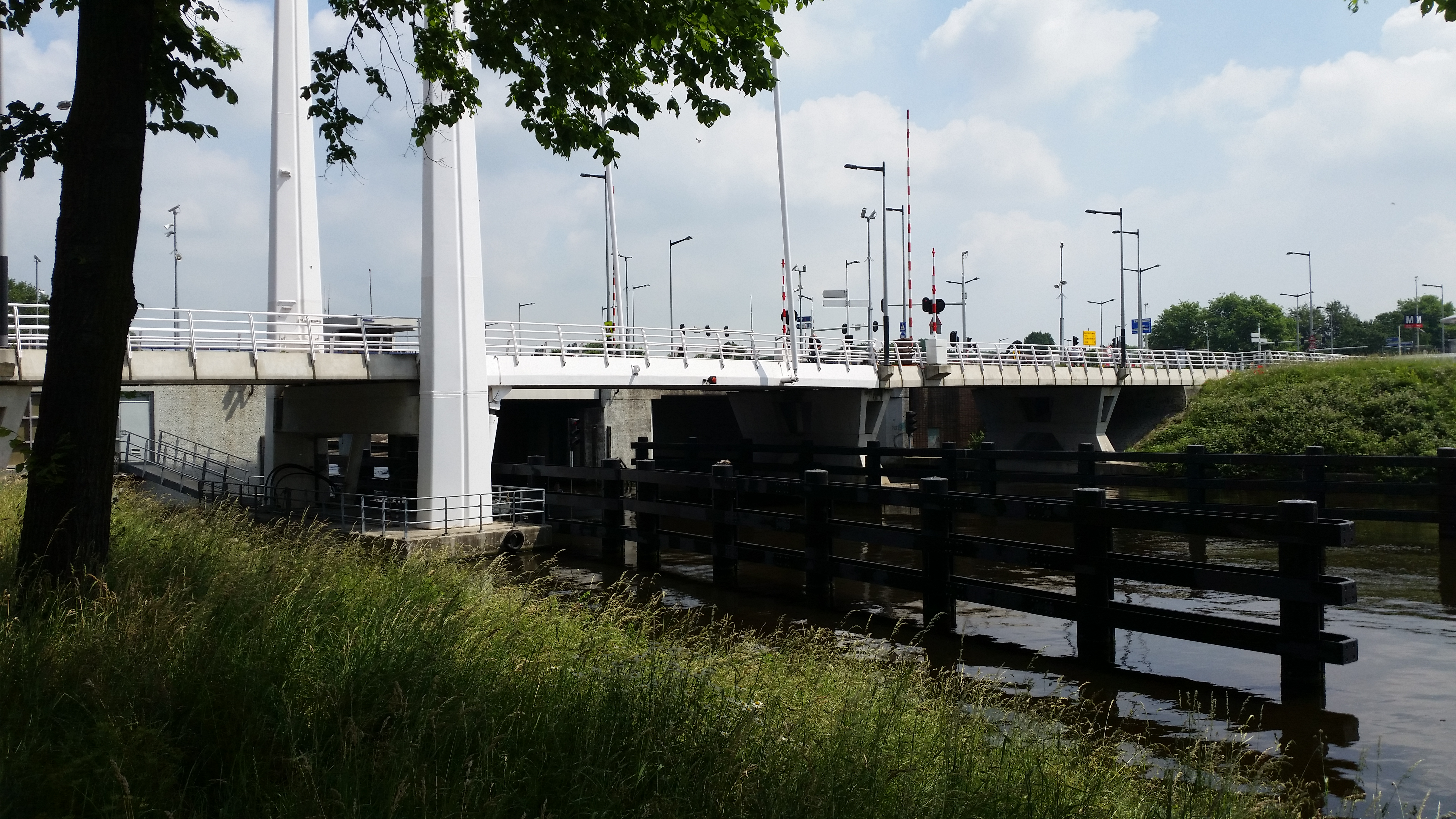
Zijaanzicht

<<< · 900 · 901 · 904 · 905 · 906 · 907 · 908 · 909 · 912 · 913 · 914 · 915 · 916 · 917 · 918 · 919 · 920 · 923 · 924 · 930 · 932 · 933 · 934 · 935 · 936 · 937 · 939 · 943 · 944 · 945 · 946 · 947 · 948 · 949 · 950 · 951 · 952 · 953 · 954 · 956 · 957 · 958 · 959 · 960 · 961 · 962 · 963 · 964 · 965 · 966 · 967 · 968 · 970 · 971 · 972 · 973 · 974 · 975 · 978 · 979 ·  980 · 981 · 984 · 985 · 986 · 987 · 988 · 989 · 990 · 991 · 992 · 993 · 994 · 995 · 996 · 997 · 998 · 999 · >>>
Brugnummers  902, 903, 910, 911, 920, 921, 922, 925, 926, 927, 928, 929, 931, 937, 938, 940, 941, 942, 955, 969, 976, 977, 982, 983 zijn niet (meer) vergeven.